# 교회오빠
"교회오빠"는 2017년 KBS에서 방송된 < KBS 스페셜>의 ‘앎: 교회오빠’을 토대로 주인공 고 이관희 집사의 마지막 이야기를 담은 작품이다.